# Los Angeles Memorial Sports Arena
Die Los Angeles Memorial Sports Arena war eine Mehrzweckhalle im Exposition Park der US-amerikanischen Stadt Los Angeles im Bundesstaat Kalifornien. In ihr fanden Sportereignisse, Konzerte und weitere Veranstaltungen statt. Die 1959 eröffnete Halle war unter anderem Austragungsstätte der Boxwettkämpfe der Olympischen Sommerspiele 1984. Sie lag neben dem Los Angeles Memorial Coliseum. Die Besucherkapazität betrug je nach Veranstaltung 14.000 bis 17.000. In der Los Angeles Memorial Sports Arena fanden zahlreiche Konzerte berühmter Musiker und Gruppen statt.

## Geschichte und besondere Veranstaltungen
Der erste Spatenstich für den Bau die Los Angeles Memorial Sports Arena fand am 7. April 1958 statt. Der Bau nach Entwürfen des Architekten Louis Naidorf kostete insgesamt 8,5 Millionen US-Dollar. Am 4. Juli 1959 eröffnete dann der US-Vizepräsident Richard Nixon die Halle, in der vier Tage später mit dem Titelkampf im Bantamgewicht zwischen José Becerra und Alphonse Halimi der erste sportliche Wettbewerb ausgetragen wurde. 1960 fand die Democratic National Convention, auf der John F. Kennedy in das Rennen um die Präsidentschaft geschickt wurde, in der Los Angeles Memorial Sports Arena statt. Zwischen 1960 und 1967 trugen die Los Angeles Lakers NBA-Spiele in der Halle aus, von 1984 bis 1990 taten das ebenfalls die Los Angeles Clippers. 1967 spielten die Los Angeles Kings ihre erste NHL-Saison in der Memorial Sports Arena. Während der Olympischen Sommerspiele 1984 wurden die Boxwettkämpfe in der Halle ausgetragen.
Nachdem 1999 die LA Clippers die Halle verließen und die Basketballmannschaft der University of Southern California, die USC Trojans, die von 1959 bis 2006 ihre Spiele dort austrugen, ebenfalls dort nicht mehr spielt, hat die Los Angeles Memorial Sports Arena ihren früheren Rang verloren und viele hochklassige Events finden etwa im Staples Center statt. In der Halle haben die verschiedensten Mannschaften aus unterschiedlichen Sportarten ihre Heimspiele ausgetragen. Nach dem Weggang der Los Angeles Temptation kehrt für die Saison 2011/12 die Basketballmannschaft der UCLA Bruins in die Arena zurück.
Die Los Angeles Memorial Sports Arena wurde 2016 abgerissen und machte Platz für das Banc of California Stadium, das Fußballstadion des neuen MLS-Franchise Los Angeles FC.  Als letzte Veranstaltungen in der Arena gab Bruce Springsteen mit der E Street Band am 15., 17. und 19. März 2016 drei Konzerte. Die neue Anlage für den LAFC wurde Mitte April 2018 eröffnet.

## Galerie

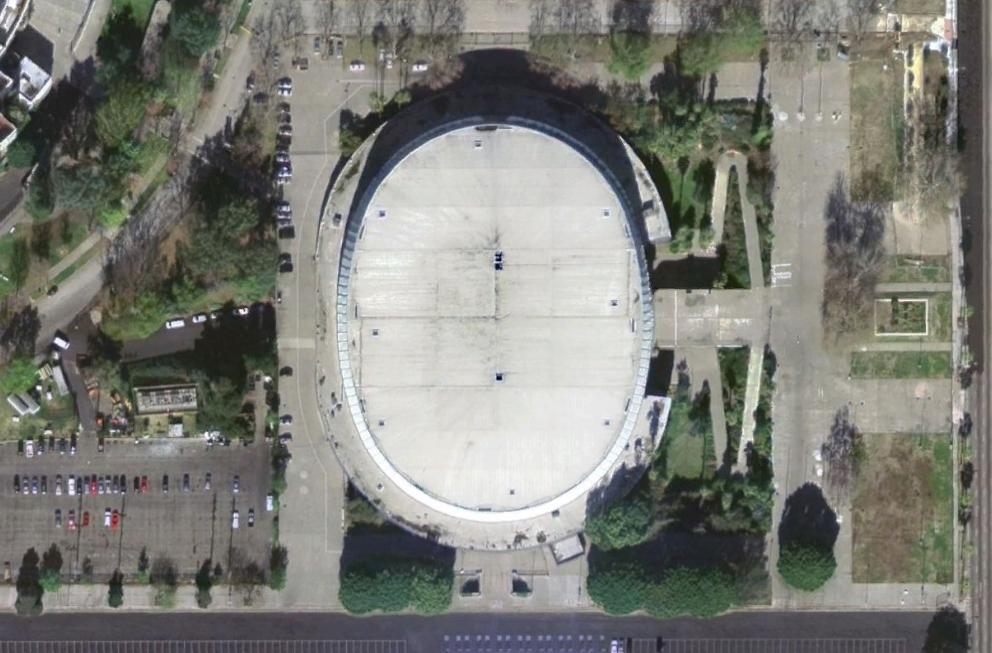
Satellitenbild
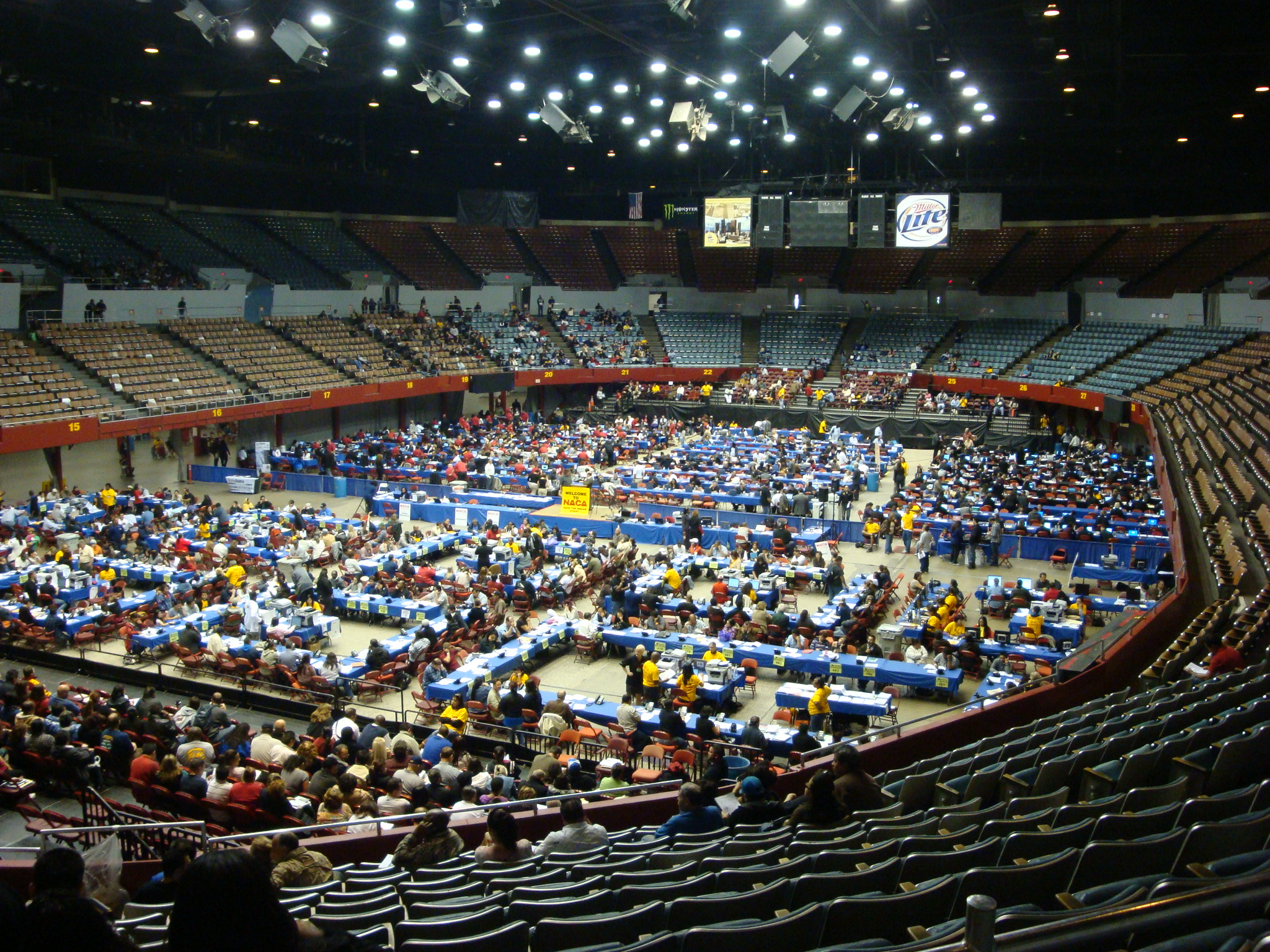
Der Innenraum der Arena im Januar 2011